# Raymond Bamberg
Raymond Bamberg, född 1 november 1993 i Luleå, är en svensk före detta professionell ishockeyspelare. Han är yngre bror till Paul Allan Bamberg.